# 代守仑
代守仑（1972年8月—），山东平度人，中华人民共和国政治人物。中共十九大代表。

## 生平
1972年8月，代守仑出生在山东省平度县（今平度市）。
1994年7月，代守仑进入中国空间技术研究院工作，期间于1997年4月加入中国共产党。
2000年2月，代守仑出任中国航天科技集团公司第五研究院小卫星工程办公室主任。
2001年11月，代守仑出任航天东方红卫星有限公司总经理助理、副总经理、小卫星公用平台副总指挥，2005年5月转任航天东方红卫星有限公司总经理、中国东方红卫星股份有限公司高级副总裁，2007年10月中国航天科技集团公司第五研究院院长助理兼中国东方红卫星股份有限公司高级副总裁、总裁，2009年4月出任中国航天科技集团公司第五研究院副院长，2011年9月升任中国航天科技集团公司第八研究院党委书记兼副院长、上海航天工业（集团）有限公司副董事长，2014年7月出任中国航天科技集团公司第八研究院院长兼党委副书记，兼任上海航天工业（集团）有限公司董事长。
2019年7月，代守仑调任中共哈尔滨市委副书记、哈尔滨新区党工委书记、中共松北区委书记、哈尔滨高新技术产业开发区党工委书记。2023年3月转任中共牡丹江市委书记，次月兼任牡丹江军分区党委第一书记。

## 落马
2024年8月22日，代守仑涉嫌严重违纪违法接受黑龙江省纪委监委纪律审查和监察调查。